# Рухани, Хасан
Хаса́н Рухани́ (перс. ‌حسن روحانی‎; род. 12 ноября 1948, Сорхе, Семнан, Иран) — иранский политический, религиозный, духовный и государственный деятель, президент Ирана с 3 августа 2013 по 3 августа 2021 года.

## Биография
Родился 12 ноября 1948 года в городе Сорхе остана Семнан на севере Ирана.
Начал религиозное образование в 1960 году. Получил духовное образование в священном городе шиитов — Куме. Поступил в Тегеранский университет в 1969 году и в 1972 году получил степень бакалавра в области судебного права. В 1995 году в Каледонском университете в Глазго защитил магистерскую диссертацию на тему «Исламская законодательная власть на примере опыта Ирана» («The Islamic legislative power with reference to the Iranian experience»).
В 1999 году в том же университете получил учёную степень доктора философии (PhD) в области государственного права.
Изучал иностранные языки. Владеет английским, арабским, французским, русским и немецким языками.

## Политическая карьера
15-летний Рухани примкнул к исламскому революционному движению. Уже через несколько лет стал ездить по всей стране и агитировать за Хомейни. Рухани неоднократно попадал в тюрьму за антиправительственные речи, а затем был вынужден бежать от преследовании шахской тайной полиции САВАК в Париж, вслед за Хомейни.
Хасан, возможно, занимался небольшой политической активностью. Он оставил школу Алави и поступил в более политически активные школы семинарии. Примерно в это же время он принял арабскую фамилию «Рухани». Его утверждение, что он тайно распространял листовки Хомейни, и даже радикальное издание «Интиком» («Месть»), среди сокурсников, может быть правдой. Тем не менее утверждение Рухани о том, что он знал о том, что религиозные радикалы брали уроки стрельбы в рамках подготовки к убийству премьер-министра Хасана Али Мансура 22 января 1965 года, представляется весьма сомнительным.
С 1973 года Рухани совершил поездки по Ирану с антишахскими проповедями. Его автобиография даёт эпические описания огненных проповедей, неизменно заканчивавшихся тем, что агенты САВАК напрасно гонялись за Рухани. Однако, имя Рухани впервые появляется в архивах САВАК в отчёте от сентября 1975 года, в котором сообщалось о посетителях проповеди аятоллы Мохаммад-Реза Махдави Кани, впоследствии одного из самых влиятельных священнослужителей исламской революции. Второй документ, в котором упоминается Рухани, относится к октябрю 1977 года. Это само по себе убедительно свидетельствует о том, что САВАК не собирался арестовывать малоизвестного проповедника из Сорхе. Документы также дают представление о том, как на него смотрели сверстники Рухани. «Большинство студентов, изучающих теологию, верят, — сообщалось в отчете САВАК, — что проповеди [Рухани] скучны и неинтересны, но ему удается привлекать толпы людей, потому что он использует название „Доктор“ перед своим именем».
В 1978 году в Иране началась исламская революция, аятолла Хомейни вернулся в Тегеран, Рухани последовал за ним. Попав в 1980 году в парламент, он на протяжении 20 лет проработал там, успев побывать как заместителем спикера, так и главой комитета безопасности.
С 1999 года был членом Совета экспертов, членом Совета целесообразности с 1991, членом Высшего совета национальной безопасности с 1989, главой Центра стратегических исследований с 1992 года. На посту председателя Высшего совета национальной безопасности вёл переговоры об иранской ядерной программе с европейскими государствами.
Президентство
15 июня 2013 года победил в первом туре президентских выборов, набрав чуть более половины голосов (18 613 329 голосов).
В мае 2017 года объявил о том, что будет баллотироваться на второй срок. Выборы Президента Ирана прошли 19 мая. По их итогам Рухани получил около 57 % голосов (23,53 млн голосов) и, таким образом, переизбран на второй срок.
В декабре 2017 — январе 2018 года в Иране произошли масштабные антиправительственные выступления, среди лозунгов протестующих звучал и слоган «Смерть Рухани».
Вскоре после ухода с поста президента (август 2021) Хасана Рухани намеревались привлечь к ответственности за углубившиеся во время его правления проблемы с экономикой: группа парламентариев подала соответствующий иск, сделав акцент на том, что бывший глава исполнительной власти не справился с выполнением своих обязанностей (обвал на фондовом рынке, который привёл к тому, что многие вкладчики потеряли большую часть своего состояния; во время его второго президентского срока наблюдался всплеск инфляции, это произошло после выхода США из «ядерной сделки» и повторного введения антииранских санкций).

## Семья
Женат на Сахебе Араби (Рухани). В семье родились пятеро детей.
Имеет трёх сестёр и одного брата. Брат — Хуссейн Ферейдун, бывший специальный посланник президента Ирана по ядерной программе, в июле 2017 года был арестован иранскими властями по подозрению в финансовых преступлениях.

## Галерея
- Детство
- Молодость
- Первая встреча Иран-Евротройка, Тегеран, 21 октября 2003
- В американском полевом госпитале после землетрясения 2003 года в Баме, Иран
- Митинг сторонников Рухани на улице Вали-Аср
- Инаугурация Рухани в иранском парламенте. Справа — Садик Лариджани
- Правительство Хасана Рухани
- Дочь и брат Рухани в иранском парламенте